# Eemnesserweg 56 (Baarn)
Villa Eemnesserweg 56 aan de Eemnesserweg is een gemeentelijk monument in Baarn in de provincie Utrecht.
Het diepe huis uit 1913 staat bij de rotonde op de hoek met de Plataanlaan. De voorgevel is asymmetrisch gebouwd met links een erker die doorloopt in de tweede bouwlaag. Aan de achterzijde bevindt zich een grote aanbouw. De bovenlichten hebben een roedenverdeling.
Sinds de grote verbouwing in 1982 wordt het pand gebruikt als kantoor.